# اواکرمونده
شهر اواکرمونده (به آلمانی: Ueckermünde) در ایالت مکلنبورگ-فورپومن در کشور آلمان واقع شده‌است.